# بول دبليو. براينت جونيور
بول دبليو. براينت جونيور (بالإنجليزية: Paul Bryant, Junior)‏ هو شخصية أعمال أمريكي، ولد في 1945.